# Sorèze
Sorèze is een gemeente in het Franse departement Tarn (regio Occitanie) en telt 2388 inwoners (2004). De plaats maakt deel uit van het arrondissement Castres.

## Geografie
De oppervlakte van Sorèze bedraagt 41,6 km², de bevolkingsdichtheid is 57,4 inwoners per km².
De onderstaande kaart toont de ligging van Sorèze met de belangrijkste infrastructuur en aangrenzende gemeenten.

## Demografie
Onderstaande figuur toont het verloop van het inwonertal (bron: INSEE-tellingen).